# تيم بوروفسكي
تيم بوروفسكي (بالألمانية: Tim Borowski) من مواليد 2 مايو 1980 في نويبراندنبورغ في ألمانيا الشرقية السابقة، لاعب كرة قدم ألماني.
شارك مع منتخب ألمانيا لكرة القدم في كأس العالم 2006 وبطولة أمم أوروبا 2008.

## مسيرته الكروية
لعب تيم بوروفسكي خلال مسيرته الاحترافية مع 3 أندية في ثلاثة عشر موسمًا وسجل خلالها 43 هدفًا ضمن 292 مباراة. حيث فاز في موسم واحد بالكأس وفي موسم واحد بالدوري.
خاض تيم بوروفسكي مسيرته مع فيردر بريمن 2 ‏ في موسم 1999–00 ولمدة موسمين، مشاركًا في 56 مباراة سجل خلالها 11 هدفًا. ثم انتقل إلى نادي فيردر بريمن في موسم 2001–02 في المرة الأولى ليلعب معه سبعة مواسم ثم في موسم 2009–10 واستمر معه طيلة ثلاثة مواسم، حيث شارك طوالها في 210 مباراة سجل خلالها 27 هدفًا. لينتقل بعدها إلى نادي بايرن ميونخ في موسم 2008–09 لمدة موسم واحد، مشاركًا في 26 مباراة سجل خلالها 5 أهداف.

## وصلات خارجية
- تيم بوروفسكي على موقع IMDb (الإنجليزية)
- تيم بوروفسكي على موقع كينوبويسك (الروسية)

- تيم بوروفسكي على موقع الاتحاد الدولي (مؤرشف)  (الإنجليزية)
- تيم بوروفسكي على موقع قاعدة بيانات كرة القدم.إي يو (الإنجليزية)
- تيم بوروفسكي على موقع بيانات كرة القدم. دي إي (الألمانية)
- تيم بوروفسكي على موقع ناشيونال فوتبول تيمز (الإنجليزية)
- تيم بوروفسكي على موقع Soccerbase.com (لاعب) (الإنجليزية)
- تيم بوروفسكي على موقع Soccerway.com (الإنجليزية)
- تيم بوروفسكي على موقع عالم كرة القدم.نت (الإنجليزية)
- تيم بوروفسكي على موقع كووورة
- الموقع الرسمي ل تيم بورويسكي